# 3月29日
3月29日是公历一年中的第88天（闰年第89天），离全年的结束还有277天。		

## 大事记

### 19世紀以前
- 1318年：日本持明院统的花园天皇让位給大覺寺統的後醍醐天皇。
- 1430年：鄂圖曼帝國蘇丹穆拉德二世率領的軍隊攻入威尼斯共和國城市塞薩洛尼基。
- 1461年：玫瑰战争：英格兰国王爱德华四世率领的约克王朝军队在陶顿战役中战胜兰开斯特王朝军队。
- 1638年：瑞典探险队在德拉瓦湾沿岸建立定居点新瑞典，为瑞典在美洲第一个殖民地。

### 19世紀
- 1807年：德國天文學家海因里希·歐伯斯首次發現灶神星，為主小行星帶體積第二大的小行星。
- 1853年：太平天国建都江宁（南京），改江宁为“天京”。
- 1861年：宋景诗等领导黑旗军起义。
- 1871年：英國女王維多利亞女王主持位於倫敦阿爾伯特城的皇家阿爾伯特音樂廳開幕式。
- 1879年：在祖鲁战争中，2000多人的英国军队在坎布拉战役中击退25000多人的祖鲁军队。
- 1882年：邁克爾·J·麥吉夫尼（英语：Michael J. McGivney）在美國康乃狄克州紐黑文創立哥倫布騎士會，為世界上最大的天主教兄弟服務組織（英语：Service club）。
- 1885年：法國海軍中將孤拔進攻臺灣的澎湖列島，砲轟金龜頭砲臺等，澎湖之役爆發。

### 20世紀
- 1904年：中国第一个官办银行户部银行批准设立。
- 1912年：英国探险家罗伯特·史考特和最后两名新地探险队员在从南极点返回的途中遇难。
- 1936年：阿道夫·希特勒在1936年德國國會選舉中獲得了99％的選票。與前次在納粹德國舉行的選舉一樣，此次選舉認為存在對選舉人的恫嚇、以及不平等的投票。
- 1943年：中國國民黨三民主義青年團於重慶市召開第一次全國青年代表大會，決議以本日為中華民國青年節。
- 1948年：中華民國行宪国民大会开幕。
- 1950年：美国無線電公司制成彩色电视映像管。
- 1974年：陕西临潼居民在打井时意外发现秦兵马俑。
- 1974年：美国国家航空航天局探测器水手10号成为第一个探测水星的探测器。
- 1979年：美國國會正式通過台灣關係法。
- 1983年：香港政府清拆觀塘木屋區釀成衝突，多人被捕。
- 1987年：《前進高棉》获得第59届奥斯卡金像奖最佳影片、最佳导演、最佳剪辑、最佳音响4项大奖。
- 1997年：「So Band」樂團改名為五月天。

### 21世紀
- 2003年：香港特區政府開始推行SARS（嚴重急性呼吸道症候群）防疫措施。
- 2004年：爱沙尼亚、拉脱维亚等七个前华沙公约组织成员国正式加入北大西洋公约组织。
- 2008年：香港上海汇丰银行正式接收中华商业银行。
- 2008年：全球371个城市参与了世界自然基金会发起的「地球一小時」關燈一小時行動[1]。
- 2010年：分離主義組織高加索酋長國在俄羅斯莫斯科地鐵發動兩起炸彈攻擊，造成40人死亡。
- 2012年：香港廉政公署拘捕新鴻基地產主席郭炳聯、郭炳江、執行董事陳鉅源以及前政務司司長許仕仁以及另外四名人士，懷疑他們涉嫌貪污。
- 2012年：阿拉伯聯合大公國的YouTube上線。[2]
- 2014年：在《婚姻（同性伴侶）法案（英语：Marriage (Same Sex Couples) Act 2013）》通過後，英格蘭和威爾斯舉行了首場同性婚姻。
- 2015年：香港西港島綫西營盤站啟用。
- 2017年：韩国三星集团旗下子公司三星电子于美国纽约市发布Galaxy S8和Galaxy S8+手机。
- 2021年：江苏足球俱乐部退出中国足坛。

## 出生
- 1123年：金世宗完颜雍，金朝皇帝（1189年逝世）
- 1187年：阿尔蒂尔一世，布列塔尼公爵（1203年失踪）
- 1501年：村上義清，日本戰國時代武將（1573年逝世）
- 1681年：愛新覺羅允禩，康熙帝第八子，廉親王（1726年逝世）
- 1682年：馬國賢，義大利牧師、傳教士、畫家（1746年逝世）
- 1769年：讓·德迪厄·蘇爾特，法國軍事領袖及法國總理（1851年逝世）
- 1790年：约翰·泰勒，美國政治人物，第10任美國總統（1862年逝世）
- 1799年：愛德華·史密斯-士丹利，第十四代德比伯爵，英國首相及最長任的保守黨黨魁（1869年逝世）
- 1799年：路易·亞歷山大·奧古斯特·謝夫羅拉特，第十四代德比伯爵，法國昆蟲學家（1884年逝世）
- 1848年：班傑明·富蘭克林·蒂利，美國海軍職業軍官（1907年逝世）
- 1867年：賽·揚，美國棒球選手（1955年逝世）
- 1869年：埃德溫·魯琴斯，英國建築師（1944年逝世）
- 1873年：圖利奧·列維-齊維塔，義大利數學家（1941年逝世）
- 1874年：盧·亨利·胡佛，美國慈善家、地質學家，前任美國第一夫人（1944年逝世）
- 1896年：威廉·阿克曼，德國数学家（1962年逝世）
- 1900年：查尔斯·艾尔顿，英国动物学家（1991年逝世）
- 1902年：馬塞爾·埃梅，法國小說家（1967年逝世）
- 1908年：石川太刀雄，日本醫生、病理學家（1973年逝世）
- 1909年：花田清輝，日本文學評論家、小說家、劇作家（1974年逝世）
- 1914年：小霍頓·H·霍布斯，美國分類學家、甲殼動物學家（1994年逝世）
- 1917年：赫伯特·薩菲爾，美國土木工程師（2007年逝世）
- 1918年：山姆·沃爾頓，美國商人、企業家，零售企業沃爾瑪的創始人（1992年逝世）
- 1927年：約翰·范恩，英國藥理學家、生物學家，1982年諾貝爾生理學或醫學獎得主（2004年逝世）
- 1929年：瓦季姆·梅德韋傑夫，蘇聯政治人物（2025年逝世）
- 1930年：阿內羅德·賈格納特，模里西斯政治人物，前任模里西斯總理（2021年逝世）
- 1931年：諾曼·泰比，英國政治人物（2025年逝世）
- 1941年：張曉風，台灣女作家
- 1941年：約瑟夫·泰勒，美國物理學家，1993年諾貝爾物理學獎得主
- 1942年：緒方賢一，日本男性聲優
- 1943年：范吉利斯，希臘音樂家（2022年逝世）
- 1943年：约翰·梅杰，英國政治人物，前任英国首相
- 1944年：納納·阿庫福-阿多，迦納政治人物，現任迦納總統
- 1945年：沃尔特·弗雷泽，美國職業籃球運動員
- 1946年：保羅·赫曼，美國男演員（2022年逝世）
- 1946年：羅勃·席勒，美國經濟學家，2013年諾貝爾經濟學獎得主
- 1949年：王國興，香港政界人物
- 1950年：庫爾蘇姆·納瓦茲·謝里夫，巴基斯坦第一夫人（2018年逝世）
- 1950年：許其亮，中國中國空軍上將（2025年逝世）
- 1951年：羅傑·梅爾森，美國經濟學家，2007年諾貝爾經濟學獎得主
- 1952年：博拉·蒂努布，奈及利亞政治人物、會計師，現任奈及利亞總統
- 1955年：布蘭頓·葛利森，愛爾蘭男演員
- 1956年：楊紀華，台灣企業家
- 1958年：李烈，臺灣女演員
- 1959年：鮑伯·查佩克，美國傳媒高級行政主管，現任華特迪士尼公司CEO
- 1960年：鶴弘美，日本女性聲優（2017年逝世）
- 1963年：艾麗·麥花遜，澳洲超模及演員
- 1964年：呂珊，香港女歌手、演員
- 1969年：石川智晶，日本歌手
- 1969年：望月新一，日本數學家
- 1970年：郭昱晴，臺灣女演員、主持人、作家、政治人物
- 1971年：西島秀俊，日本男演員
- 1971年：李·布倫，蘇格蘭足球運動員
- 1972年：曾安琪，台灣女演員
- 1972年：諏訪部順一，日本男性聲優
- 1972年：普莉提·巴特爾，英國政治人物，現任英國內政大臣
- 1973年：松本幸，日本女性聲優
- 1974年：松澤由美，日本女歌手
- 1974年：田口宏子，日本女性聲優
- 1975年：呂昭，韓國外交官
- 1976年：曹竣崵，台灣棒球選手
- 1976年：珍妮弗·卡普里亚蒂，美國女子网球選手
- 1977年：林明憲，台灣棒球選手
- 1980年：金泰熙，韓國女演員
- 1980年：哈姆扎·本·侯賽因，約旦王子
- 1982年：瀧澤秀明，日本男演員
- 1983年：鈴木亮平，日本男演員
- 1983年：艾德·斯克林，英國饒舌歌手、演員
- 1984年：穆罕默德·布瓦吉吉，突尼斯贫民，他的死亡被普遍公认为是阿拉伯之春的起点（2011年逝世）
- 1984年：周子揚，香港男歌手
- 1984年：余翠怡，香港輪椅劍擊運動員
- 1985年：翟威廉，香港男演員
- 1985年：陳康健，香港男演員
- 1985年：木島隆一，日本男性聲優
- 1985年：克里斯蒂安·福斯特，德国女子排球運動員
- 1986年：劉小英，韓國女藝人
- 1987年：孫耀琦，中國女演員
- 1991年：楊宗樺，台灣男子網球球手
- 1991年：Irene，韓國女子偶像團體Red Velvet隊長
- 1991年：元真兒，韓國女演員
- 1991年：深川麻衣，日本女子偶像團體乃木坂46成員
- 1991年：馬丁·德魯恩，荷蘭職業足球運動員
- 1992年：趙宇麗，韓國女演員
- 1994年：崔真理，韓國女子團體前f(x)前成員、韓國女歌手、演員（2019年逝世）
- 1994年：鄭帝元，韓國男歌手
- 1995年：布魯娜·亞歷山大，巴西女子乒乓球運動員
- 1997年：沈威勝，馬來西亞男子遊泳運動員
- 1997年：艾朗·皮坡，德裔西班牙男演員、饒舌歌手、模特
- 1998年：李梓嘉，馬來西亞男子羽球運動員
- 生年不詳：小笠原早紀，日本女性聲優

## 逝世
- 前87年：汉武帝刘彻，西汉皇帝（前156年出生）
- 57年：汉光武帝刘秀，东汉开国皇帝（前6年出生）
- 1368年：後村上天皇，日本第97代天皇（1328年出生）
- 1552年：古魯安加德，錫克教大師（1504年出生）
- 1721年：查爾斯·范恩，英國海盜（約1680年出生）
- 1746年：馬國賢，義大利牧師、傳教士、畫家（1682年出生）
- 1847年：讓-皮埃爾·杜梅克，法國軍事將領（1767年出生）
- 1848年：約翰·雅各·阿斯特，德裔美國商人、投資者，美國第一批百萬富翁（1763年出生）
- 1870年：保羅-埃米爾·博塔，法國科學家（1802年出生）
- 1888年：夏尔-瓦朗坦·阿尔康，法國作曲家、鋼琴家（1813年出生）
- 1891年：喬治·秀拉。法國的印象派中點描派的代表畫家（1859年出生）
- 1912年：羅伯特·斯科特，英國極地探險家（1868年出生）
- 1914年：蘇珊娜·魯賓斯坦，奧地利心理學家（1847年出生）
- 1927年：巨智部忠承，日本地質學家（1854年出生）
- 1942年：鷲巢敦哉，日本警察官僚（1896年出生）
- 1947年：亨德里克·范根特，荷蘭天文學家（1899年出生）
- 1959年：巴泰勒米·波岡達，中非共和國民族主義政治家、獨立運動領袖（1910年出生）
- 1970年：安娜·路易斯·斯特朗，美國作家和記者（1885年出生）
- 1978年：易文，香港導演（1920年出生）
- 1982年：卡爾·奧福，德國作曲家、音樂教育家（1892年出生）
- 1992年：魏達賢，香港郵政司（1917年出生）
- 2003年：卡爾婁·武爾班尼，無國界醫生義大利分會的會長，首先通報SARS並為之命名的醫生
- 2006年：武中奇，中國書法家，前中國書法協會江蘇分會會長（1907年出生）
- 2006年：袁竹林，少數願意公開承認在抗日戰爭時被迫作慰安婦，並向日本政府索賠的中國女性（1922年出生）
- 2011年：鄧光榮，香港男演員（1946年出生）
- 2015年：朱耀沂，台灣昆蟲學家（1932年出生）
- 2016年：帕蒂·杜克，美國女演員[3]（1946年出生）
- 2019年：阿涅斯·瓦尔达，法国导演，法国新浪潮代表人物之一，有“新浪潮祖母”之称[4]（1928年出生）
- 2019年：戚維義，中國水墨畫家（1937年出生）
- 2020年：志村健，日本喜劇演員、藝人（1950年出生）
- 2022年：保羅·赫曼，美國男演員（1946年出生）
- 2022年：米格爾·范達默，比利時職業足球員（1993年出生）
- 2023年：施台生，臺灣政治人物（1946年出生）
- 2024年：朱爾斯·拉坦科馬·阿佐迪亞，蘇利南政治人物（1945年出生）
- 2025年：李察·張伯倫，美國男演員、歌手（1934年出生）
- 2025年：程書林，中國男歌手（1974年出生）

## 节假日和习俗
- 中華民國：革命先烈紀念日
- 中非：波岡達日
- 马达加斯加：烈士節

### 其他
- 國際美人魚日